# 토머스 데판티
토마스 데판티(Thomas A. DeFanti, 1948년 ~ )는 미국의 컴퓨터 그래픽스 연구자이다. 그는 1970년대의 처음, 오하이오 주립 대학 컴퓨터 그래픽스 연구 그룹의 Charles Csuri아래에서, PhD의 연구를 실시해, GRASS 프로그램 언어를 작성했다.
1973년에는, 일리노이 대학 시카고교로 이동하고, 다니엘 산딘과 함께, Circle Graphics Habitat(현재의 EVL)를 창립했다. 데판티는 미국 컴퓨터 학회(ACM)의 펠로우이다. 1988년 ACM의 Outstanding Contribution 상, 2000년 SIGGRAPH의 Outstanding Service 및 UIC의 Inventor of the Year Award를 수상했다.